# Институт права
Институт права, или правовой институт — объективно обособившаяся внутри той или иной отрасли группа взаимосвязанных однопорядковых юридических норм.
Вот одно из классических определений правового института:

Институт права — это сравнительно небольшая, устойчивая группа правовых норм, регулирующих определённую разновидность общественных отношений.
— Матузов Н.И., Малько А.В. Теория государства и права:315-316
Примерами правовых институтов могут служить институты дарения, наследования, купли-продажи в гражданском праве

## Значение и место в системе права
Институт права является одним из основных структурных элементов системы права, его «составной частью, блоком, звеном»:316. При этом институты права существуют и функционируют в пределах отраслей права. Вместе с составляющими их нормами они формируют структуру каждой отрасли права:562. Таким образом, институты права в иерархии структурных элементов системы права занимают второй уровень: они состоят из норм права; при этом они сами являются составным элементом отраслей права.
Относительную самостоятельность (автономию) и устойчивость функционирования нормы в составе института приобретают в силу того, что регулируют типичные (то есть сходные) общественные отношения. В отличие от отраслей права, институт права объединяет нормы, которые регулируют лишь часть отношений определенного вида.
Правовые институты со временем могут перерастать в самостоятельные подотрасли и отрасли, что обусловлено рядом объективных и субъективных причин:365. 
К объективным причинам можно отнести: материальные, социальные и иные условия жизни общества, определяющие процесс возникновения и существования системы права и объективную необходимость её слаженного и эффективного функционирования:561 (например, развитие отдельных видов общественных отношений, повышение их значения). К субъективным — деятельность законодателя.
К отраслям и подотраслям права, «выросшим» из институтов можно отнести:360:
- авторское право
- жилищное право
- наследственное право
- избирательное право
- космическое право
- горное право
- водное право

и другие

## Внешнее выражение
Правовые институты могут получать своё закрепление как в виде структурных частей нормативных правовых актов (главы, части кодексов, законов), так и в виде отдельных документов, и даже нескольких актов (институт должностного лица закреплён посредством целого ряда законов о государственной службе).

## Классификация
Классифицировать правовые институты можно по различным критериям.

### По отраслям
Институты права классифицируются по отраслевой принадлежности исходя из того, что они входят в ту или иную отрасль права (или сразу несколько, см. ниже). Таким образом, все институты могут быть поделены на следующие группы:
- гражданские (гражданско-правовые)
- уголовные (уголовно-правовые)
- конституционные (конституционно-правовые)
- административные (административно-правовые) .

При этом приведённые примеры отражают лишь одну ступень классификации по отраслевому признаку. Учитывая деление права на частное и публичное, можно также разделить институты на следующие группы:
Частноправовые институты:
- гражданские
- трудовые
- семейные

и т. д.
Публичноправовые институты:
- уголовные (уголовно-правовые)
- конституционные (конституционно-правовые)
- административные (административно-правовые)

и т. д.

### По принадлежности к отраслям
Как правило, институт функционирует в рамках одной отрасли права. Однако существуют и институты, состоящие из норм различных отраслей права.
Отраслевой институт объединяет нормы внутри конкретной отрасли:
- институты дарения, наследования, купли-продажи в гражданском праве
- институт президентства в конституционном праве
- институт необходимой обороны и крайней необходимости в уголовном праве
- институт должностного лица в административном праве
- институт брака в семейном праве
- институт земельного участка в земельном праве

и т. д.

Межотраслевые (смешанные) институты регулируют общественные отношения, относящиеся к нескольким отраслям права, то есть находящиеся на стыке отраслей:
- институт собственности (гражданское право, административное право, уголовное право и т. д.)
- институт юридической ответственности (гражданское, уголовное, административное, финансовое, налоговое, трудовое и др.)
- институт договора (гражданское, конституционное, административное, трудовое и т. д.)

и пр.

### По степени сложности
Характер общественных отношений, урегулированных правовым институтом, оказывает влияние и на структуру самого правового института. Так, сложные, многоэлементные общественные отношения приводят к необходимости более детального правового регулирования. Это обуславливает наличие в институте субинститутов (подинститутов) — более мелких структурных образований.
Простой институт — небольшой институт, который не содержит в себе никаких других структурных образований (кроме, естественно, правовых норм).
Сложный (комплексный) институт — относительно крупный институт, имеющий в себе более мелкие структурные образования — субинституты. Так, договор поставки в гражданском праве включает в себя институты штрафа, неустойки, ответственности и т. д.:316

### По функциям
Правовые институты, так же как и нормы права, в зависимости от функций делятся на несколько категорий:289-290.
Регулятивные — предписания, устанавливающие права и обязанности участников правоотношений:
- институт гражданства
- институт брака
- институт президентства

и т. д.
Охранительные — направлены на защиту нарушенных субъективных прав участников правоотношений:
- институт обеспечения иска
- институт мер пресечения

и т. д.